# Iwan Sabasznikow

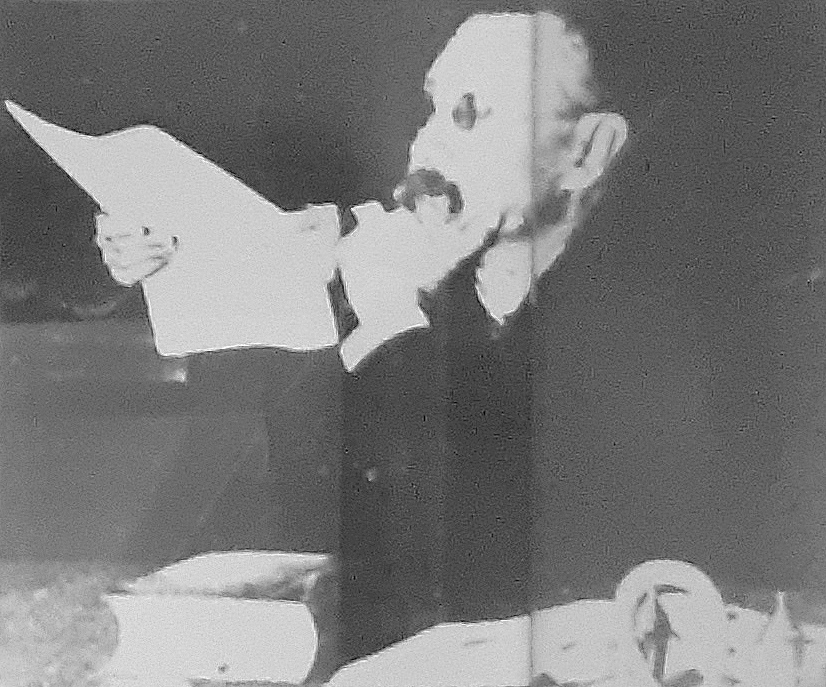
Iwan Sabasznikow

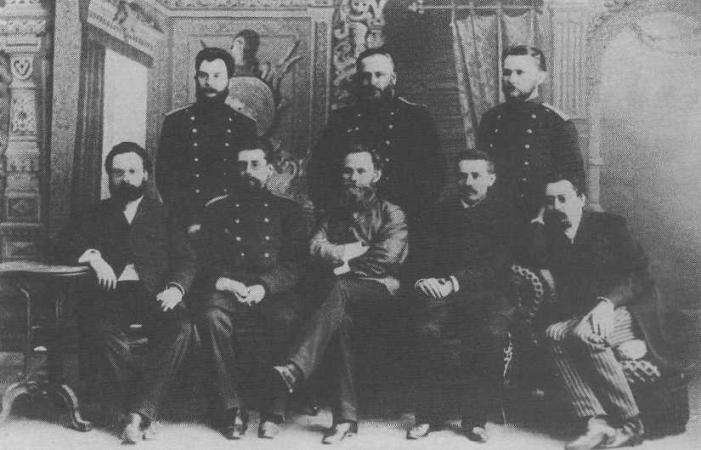
Iwan Sabasznikow (siedzi pierwszy z prawej) jako doktorant Iwana Pawłowa (w środku). Sankt Petersburg, 1891

Iwan Michajłowicz Sabasznikow (ros. Иван Михайлович Сабашников, ur. 7 stycznia 1855 w Kiachcie, zm. w styczniu 1932) – rosyjski lekarz psychiatra.

## Życiorys
Syn Michaiła Nikiticza Sabasznikowa, brat kupca herbacianego Wasilija Michajłowicza Sabasznikowa. Jego kuzynem był Wiktor Kandinski. Studiował medycynę na Cesarskim Uniwersytecie Moskiewskim, studia ukończył w 1877. W tym samym roku został młodszym lekarzem Syberyjskiej Floty we Władywostoku, z którą wyprawiał się do Chin i Japonii; od 1881 we Flocie Czarnomorskiej. Od 1883 do 1889 roku został nadetatowym asystentem w Szpitalu Mikołaja Cudotwórcy w Sankt Petersburgu u Ottona Czeczotta, pracował też naukowo pod kierunkiem Iwana Pawłowa. Tytuł doktora medycyny otrzymał w 1890 roku. Od 1896 lekarz naczelny Szpitala Św. Jana Bożego w Warszawie. Od 1904 do 1915 roku dyrektor Szpitala Psychiatrycznego w Tworkach. Po 1915 roku mieszkał w Moskwie, w latach 1919–1920 praktykował na Uralu. Zmarł w styczniu 1932 w Moskwie. Pochowany jest na moskiewskim Cmentarzu Nowodziewiczym.
Władał podobno 12 językami, tłumaczył na rosyjski poezje Rabindranatha Tagore i Edwina Arnolda. W 1885 roku przetłumaczył na rosyjski podręcznik psychiatrii Cloustona.
Sabasznikow był lekarzem, który rozpoznał w 1900 roku u Józefa Piłsudskiego chorobę psychiczną, obłąkanie omamowe (paranoia hallucinatoria). Piłsudski został aresztowany w nocy z 21 na 22 lutego tego roku w Łodzi. Po uwięzieniu w X Pawilonie Cytadeli postanowił symulować chorobę psychiczną, w czym pomagał mu Rafał Radziwiłłowicz. Jan Piłsudski 2 października wystąpił do naczelnika Warszawskiego Gubernialnego Zarządu Żandarmerii o zbadanie brata przez doktora Sabasznikowa; badanie odbyło się w dniu 24 października (6 listopada). Lekarz zdecydował również o skierowaniu Piłsudskiego na obserwację szpitalną w Szpitalu Świętego Mikołaja w Petersburgu, skąd ten w maju 1901 roku uciekł.

## Prace
- К фармакологии натросалицилового теобромина (Диуретина). СПб., 1892

Przekłady
- Клинические лекции по душевным болезням Thomasa S. Cloustona. Санкт-Петербург: тип. Месника и Римана, 1885
- Светило Азии, или Великое отречение: Поэма Эдвина Арнольда. пер. с англ. (с 38 изд.) И. Юринского (И. М. С[абашни]кова). С.-Петербург: Типо-литография Месника и Римана, 1891
- Тагор П. Гитанджали. Садовник. Москва, 1919.